# Опел агила
Опел агила је мали аутомобил који је производила немачка фабрика аутомобила Опел. Производи се од 2000. до 2014. године.

## Историјат
Агила је градски аутомобил који се производи од 2000. године досад у две генерације. Agilis на латинском, односно agile на енглеском језику значи окретан, живахан. Прва генерација је класификована као градски аутомобил, док је друга генерација сврстана као компактни минивен.
Прва генерација се производила од 2000. до 2007. године. Агила А је истоветна верзија јапанског Сузукија вагон Р+. Производио се у Пољској у граду Гљивице, док се вагон Р+ производио у Мађарској. Уграђивали су се мотори, бензински од 1000 и 1200 кубика и дизел од 1300 кубика.
Друга генерација је представљена 2007. године на сајму аутомобила у Франкфурту. Агила Б је истоветна верзија Сузукијевог модела под називом Сузуки сплеш. У Уједињеном Краљевству се продаје под брендом Воксол. Дуга генерација се заједно са Сузуки Сплешом производи у Мађарској у граду Естергому. Агила Б је нешто већих димензија од прве генерације. Мотори Агиле Б су бензински троцилиндрични од 1000 кубика (65 КС), четвороцилиндрични од 1200 кубика (86 КС) и дизел четвороцилиндрични од 1300 кубика (70 КС).
На Euro NCAP креш тестовима аутомобил је 2008. године, као Сузуки сплеш, добио четири звездице од могућих пет.
Производња је прекинута 2014. године, а као наследник долази Опелов модел под називом карл.

## Галерија
- Агила А
- Агила А
- Агила Б
- Сузуки сплеш